# البروتستانتية الخط الرئيسي

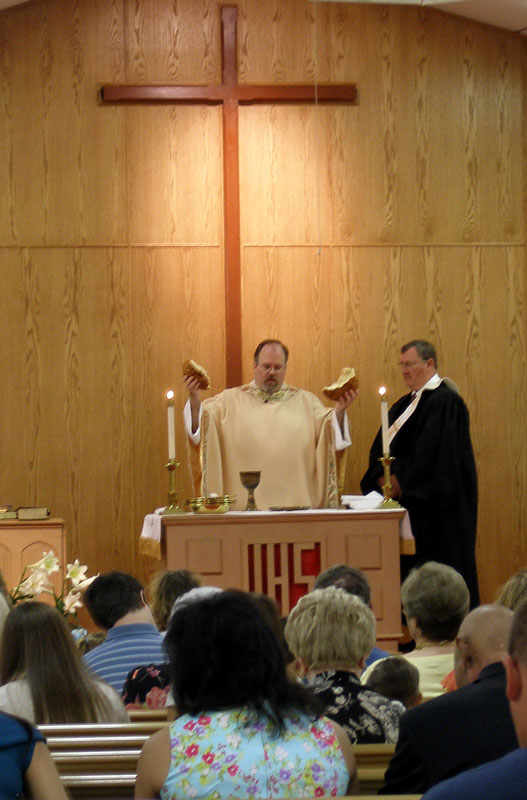

البروتستانتية الخط الرئيسي أو البروتستانتية التقليدية هو مصطلح شائع في الولايات المتحدة لوصف الكنائس البروتستانتية التقليدية والتي تشمل سبع مذاهب وهي المشيخية، والأبرشانية، والأسقفية، والميثودية، واللوثرية، والمعمدانية ولهذه المذاهب قاعدة اجتماعية عريضة راسخة في الطبقات الوسطى والعليا ذات النفوذ الاقتصادي والسياسي والثقافي، ويتوزع ابناؤها على الولايات المتحدة الأمريكية المختلفة، وتعتنق أغلبها أفكار دينية ليبرالية منفتحة على قيم الحداثة، وهي ذات حس اجتماعي قوي، ويتميز موقفها من القضايا العامة على فصل الدين عن الدولة، مثال على ذلك الكنيسة الأسقفية الأمريكية والتي تعتبر بحسب الاحصائيات الطائفة الأكثر تعلمًا وثراء في الولايات المتحدة. ويشكلون جزء من النخبة الثرية والمتعلمة والسياسية في الولايات المتحدة، وتشكل هذه الطوائف عماد طبقة الواسب المؤثرة سياسيًا واقتصاديًا.

## التأثير على المجتمع
يتفق المؤرخين على أن أعضاء الطوائف البروتستانتية الخط الرئيسي لعبوا أدوارًا قيادية في العديد من جوانب الحياة الأمريكية، بما في ذلك السياسة والأعمال، والعلوم، والفنون، والتعليم. كما أسسوا معظم المعاهد الرائدة في البلاد للتعليم العالي. دخلت الولايات المتحدة عن طريق الجماعات المهاجرة التاريخية وخاصًة الآباء المؤسسين للبلاد؛ ولهذا السبب يشار في بعض الأحيان لهذه الكنائس على أنها كنائس تراثية وكنائس وطنية.
| البروتستانتية الخط الرئيسي | كان زعماء البروتستانتية الخط الرئيسي جزءًا من التيار الرئيسي الثقافي الليبرالي المعتدل، وكان يٌحترم المتحدثين الرائدين بإسم هذه الطوائف المشاركين في الحوار الوطني. | البروتستانتية الخط الرئيسي |

وفقًا لهارييت زوكرمان، حوالي 72% من الأمريكيين الحائزين على جائزة نوبل بين سنوات 1901-1972 كانوا من خلفية بروتستانتية، خصوصاً من المذهب الأسقفي والمشيخي واللوثري. أسس البروتستانت الخط الرئيسي الكليات والجامعات الأولى في أمريكا، بما في ذلك جامعة هارفارد، جامعة ييل، جامعة برينستون، جامعة كولومبيا، كلية دارتموث وكلية ميدلبوري. ومنذ 1920 ضعفت أو إسقطت الاتصالات الرسمية مع الكنائس البروتستانتية. يجادل مارسدن أنه في سنوات 1950:
لدى أتباع الكنيسة الأسقفية الأمريكية (76%) والكنيسة المشيخية في أمريكا (64%) والكنيسة الميثودية المتحدة (56%) وكنيسة المسيح المتحدة (46%) أعلى نسب من الحاصلين على شهادات جامعية وشهادات في الدراسات العليا بين الطوائف المسيحية، وكذلك أصحاب الدخل الأكثر ارتفاعا بين الطوائف المسيحية في الولايات المتحدة.
يميل أتباع الكنيسة الأسقفية الأمريكية والكنيسة المشيخية في أمريكا إلى أن يكونوا أكثر ثراء وأفضل تعليمًا من معظم الجماعات الدينية الأخرى في الولايات المتحدة، ويتواجد الأسقفيين والمشيخيين على نحو غير متناسب في الروافد العليا بين رجال الأعمال الأميركيين، وخريجي جامعات رابطة اللبلاب القانون والسياسة، وخاصًة في الحزب الجمهوري. تاريخيًا إنتمت العديد من العائلات الأمريكية الثرية والغنية الشهيرة مثل عائلة عائلة روكفلر، ومورجان، وفورد، وروزفلت، وفاندربيلت، وكارنجي، ودو بونت، وآستور، وفوربس، وعائلة بوش إلى كنائس البروتستانتية الخط الرئيسي. وشكل أتباع الكنيسة الأسقفيَّة والمشيخيَّة والأبرشانيَّة حوالي 53% من نخب السلطة المجمعة والتي تتضم المصرفيين ورجال أعمال والسياسيين والدبلوماسيين والقضاة والمحامين والضباط العسكريين، والنخب الثقافيَّة والتي تتضمن المعلمين والعلماء والأطباء والمهندسين والمحررين والمؤلفين والفنانين والممثلين والعاملين الدينيين والاجتماعيين) في أوائل عقد 1930؛ وحوالي 35% في عام 1992، ويعود ذلك الانخفاض إلى ارتفاع المستوى التعليمي والاقتصادي للكاثوليك واليهود في المجتمع الأمريكي.
دينيًا الأغلبيّة العظمى من قضاة المحكمة العليا للولايات المتحدة كانوا من البروتستانت، في القرن التاسع عشر كان جميع القضاة من أصول أوروبيّة بروتستانتيّة. من بين 112 قاضي ترأس المحكمة العليا للولايات المتحدة كان منهم 91 بروتستانتي؛ ومن بين القضاة البروتستانت كان خمسة وثلاثين أسقفي وتسعة عشر مشيخي وعشرة توحيديين وخمسة ميثوديين وثلاثة معمدانيين.

## الكنائس البروتستانتية التقليدية الرئيسية
الكنائس البروتستانتية التقليدية الرئيسية:
- الكنيسة الميثودية المتحدة: 7,931,733 عضو (2008).[23]
- الكنيسة اللوثرية الانجيلية في أمريكا: 4,709,956 عضو (2008).[23]
- الكنيسة المشيخية في أمريكا: 2,209,546 عضو (2007).[24]
- الكنيسة الأسقفية الأمريكية: (2008) 2,116,749 عضو.[23]
- كنيسة المسيح المتحدة: 1,145,281 عضو (2008).[23]
- الكنيسة المعمدانية الأمريكية: 1,358,351 عضو (2008).[23]
- الأبرشانيون: 691,160 (2008).
- جمعية الأصدقاء الدينية: 350,000 عضو.